# Via Biberatica
Via Biberatica är en antik gata i Rom, belägen vid Trajanus saluhallar på Quirinalens sluttning. Namnet Via Biberatica (jämför bibo, latin ”dricka”), antyder att den kantades av tavernor.

### Webbkällor
- ”Via Biberatica” (på italienska). Mercati di Traiano Museo dei Fori Imperiali. Musei in Comune. Arkiverad från originalet den 20 februari 2022. https://archive.md/IM0Ii. Läst 20 februari 2022.